# Fulaspis bytinskii
Fulaspis bytinskii är en insektsart som beskrevs av Alfred Serge Balachowsky 1954. Fulaspis bytinskii ingår i släktet Fulaspis och familjen pansarsköldlöss.
Artens utbredningsområde är Israel. Inga underarter finns listade i Catalogue of Life.